# Prix des Découvreurs
Le prix des Découvreurs est un prix de poésie décerné chaque année par un jury constitué de plusieurs centaines de lycéens — et depuis 2007 de collégiens de troisième — de différents établissements volontaires de l’ensemble des académies de France.
Il est officiellement inscrit au Bulletin officiel de l’Éducation nationale (BOEN) du 27 août 2009 au titre des actions éducatives « contribuant aux acquis des élèves en lien avec les programmes d’enseignement ».

## Historique
Fondé en 1997 par la ville de Boulogne-sur-Mer sur la proposition de Georges Guillain, poète et collaborateur de la Quinzaine littéraire, il est doté d’une somme de 1500 € (mille cinq cents euros).
Son objectif est tout d’abord de faire découvrir au public scolaire la poésie actuelle de qualité dans sa plus grande diversité ainsi que la petite édition de poésie qui joue un rôle essentiel aujourd’hui pour la survie de ce genre à l’écart de toute rentabilité économique et par conséquent exclu des grands circuits commerciaux.
Plus en profondeur, le but des organisateurs est de contribuer à « favoriser une approche moins scolaire de la poésie pour qu’elle ne reste pas une forme littéraire vide, génératrice d’ennui mais devienne pour le lecteur, même novice, une expérience dynamique d’être, un acte de participation vrai qui, s’appuyant sur le pouvoir fondamental du langage, en particulier des images, réanimant en nous des énergies cachées, nous appelle à un approfondissement de notre existence ».

## Liste des  soutiens
Cette action bénéficie depuis sa création, du soutien officiel de, :
- La ville de Boulogne-sur-Mer (labellisée Ville en Poésie[9]) qui dote le prix (1500 euros) et soutient avec sa Bibliothèque municipale un certain nombre d’actions
- Le Rectorat de Lille qui verse une subvention annuelle à l’association
- La DAAC (Délégation Académique aux Arts et à la Culture) de Lille qui relaie le prix auprès des établissements de l’Académie
- Le Ministère de l’Éducation nationale qui a inscrit l’opération au Bulletin officiel de l’Éducation Nationale
- Le Printemps des Poètes qui promeut l’action dans ses divers réseaux
- La Revue en ligne POEZIBAO qui s’en fait régulièrement l’écho
- La MEL (Maison des Ecrivains et de la Littérature) qui co-finance des interventions de poètes en établissement scolaire
- La Chartreuse de Neuville (près de Montreuil sur mer) qui a signé un partenariat afin de recevoir en Résidence certains des auteurs sélectionnés
- La Ferme des Lettres qui a signé un partenariat allant dans le même sens[10]
- Les nombreux établissements scolaires qui accueillent les rencontres et financent les interventions
- La Scène Nationale du Channel à Calais qui accueille régulièrement un certain nombre de rencontres
- Enfin, la Librairie l’Horizon de Boulogne-sur-Mer près de laquelle les établissements participants peuvent se procurer l’ensemble des ouvrages de la sélection.

## Liste des lauréats
- 2024 : François Coudray, Ça veut dire quoi partir, éditions Alcyone[11]
- 2023 : Christophe Manon, Provisoires, éditions Nous[12]
- 2019 : Alexandre Billon, Lettres d’une île, Pi-sage intérieur.
- 2018 : Amandine Marembert, Né sans un cri, Les Arêtes[13].
- 2017 : Laurence Vielle, OUF, Maelström Reevolution[14]
- 2016 : Fadwa Souleimane, A la pleine lune, Le soupirail[15]
- 2015 : Armand le Poète (avatar de Patrick Dubost), Amour toujours, Gros textes
- 2014 : Juan Antonio Gonzalez Iglesias, Ceci est mon corps, éditions Circé (dans une traduction d'Emmanuel Le Vagueresse)
- 2013 : Ludovic Degroote, Le Début des pieds, Atelier La Feugraie
- 2012 : Anise Koltz, Je renaîtrai, Éditions Arfuyen
- 2011 : Maram al-Masri, Les Âmes aux pieds nus, Éditions Le Temps des cerises
- 2010 : Jacques Rebotier, Description de l’omme, Éditions Verticales
- 2008 : André Velter, L’Amour extrême, Poésie/Gallimard
- 2007 : Ariane Dreyfus & Matthieu Gosztola
- 2006 : Jacques Lèbre, La mort lumineuse, Éditions l'Escampette.
- 2005 : Ludovic Degroote, Pensées des morts, Éditions Tarabuste et Olivier Barbarant, Essais de voix malgré le vent, Éditions Champvallon
- 2004 : Eugène Savitzkaya
- 2003 : Albane Gellé
- 2002 : Ludovic Janvier
- 2001 : Mohammed Dib
- 2000 : Valérie Rouzeau
- 1999 : Gérard Noiret
- 1998 : Pascal Commère